# The Sentimental Bloke
The Sentimental Bloke est un film muet australien réalisé par Raymond Longford, sorti en 1918.
Succès critique et commercial lors de sa sortie en Australie, il est aussi populaire en Nouvelle-Zélande et au Royaume-Uni, et est généralement considéré comme un des meilleurs films muets australiens,. Il a inspiré une suite en 1920 (Ginger Mick (en)), et a fait l'objet d'un remake en 1932.

## Synopsis
Bill est un jeune homme espiègle, inculte et rebelle de Woolloomooloo qui jure d'abandonner sa vie de joueur et d'alcoolique après un séjour en prison. Il tombe amoureux de Doreen, qui travaille dans une usine de cornichons, mais doit faire face à la concurrence d'un rival, Stror'at Coot.
Bill et Doreen se disputent, mais finissent par se retrouver et se marier. Bill abandonne l'alcool et les fréquentations de son compagnon, Ginger Mick, et devient père de famille respectable. Son oncle lui propose de gérer un verger à la campagne, et lui et Doreen s'y installent avec leur bébé.

## Fiche technique
- Réalisation : Raymond Longford
- Scénario : Lottie Lyell d'après The Songs of a Sentimental Bloke de C.J. Dennis
- Producteur : Raymond Longford
- Photographie : Arthur Higgins
- Production : Southern Cross Feature Film Company
- Distributeur : E. J. Carroll
- Durée : 106 minutes
- Dates de sortie : 
  - Australie: 26 novembre 1918 (Adelaide)
  - Australie : 4 novembre 1919

## Distribution

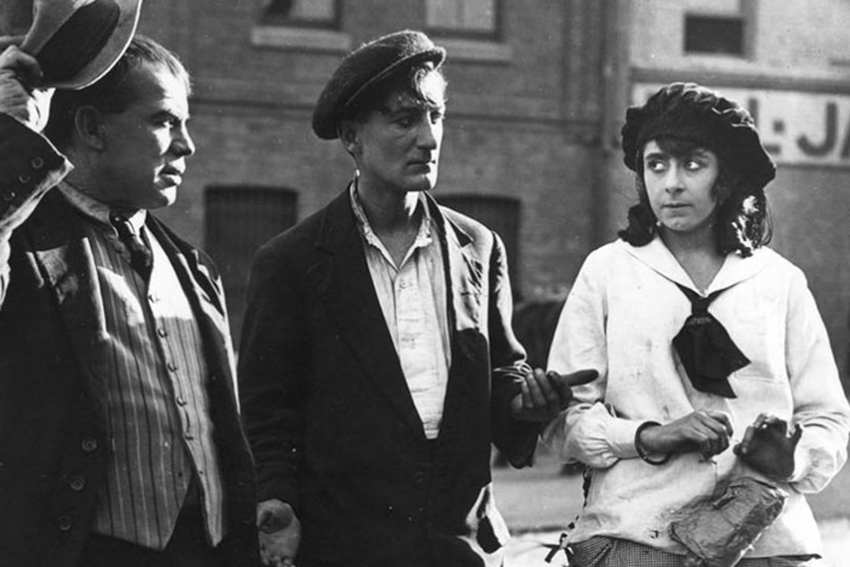
Arthur Tauchert, Gilbert Emery et Lottie Lyell dans une scène du film.

- Arthur Tauchert (en) : Bill, the Bloke
- Lottie Lyell : Doreen
- Gilbert Emery : Ginger Mick
- Stanley Robinson : l'ami de Bloke
- Harry Young : the Stror 'at Coot
- Margaret Reid : la mère de Doreen
- Charles Keegan : the parson
- William Coulter : Uncle Jim
- Helen Fergus : nurse
- C.J. Dennis : lui-même